# 2018 타이중 세계 꽃박람회

로고

타이중 세계 꽃박람회（영문：Taichung World Flora Exposition，약칭타이중 엑스포、타이중 꽃박람회）는 2018년 11월 3일부터 2019년 4월 24일까지 대만 타이중시에서 열리는 국제적 규모의 꽃박람회이다.타이중 꽃박람회는 국제원예가생산자협회(AIPH)로부터 A2/B1등급의 국제 원예 박람회 승인을 취득하였다.。

## 신청 및 승인 과정
2012년 7월 19일부터 26일까지 쉬중슝(徐中雄) 당시 타이중시 부시장은 대표단을 인솔하여 네덜란드 「2012 Floriade 네덜란드 세계원예박람회 타이중시 마케팅 IN 네덜란드 펜로」 행사에 참가, 2018년 국제원예박람회 신청 및 승인과 관련한 교섭 절차를 진행하였다. 같은 해 9월 11일 대표단은 재차 네덜란드로 건너가 「2012 AIPH 연차총회」에 참여하며 AIPH（국제원예생산자협회）로부터 「2018년 타이중 국제 꽃박람회」 승인 신청을 성공리에 완수하였다.

## 이념 및 상징

### 로고 디자인
타이중 세계 꽃박람회의 로고는 타이완의 지형을 기반으로 디자인되었다. 파란색 청정 에너지, 녹색 나뭇잎, (주황) 꽃송이를 통해 「GNP(녹색, 자연, 사람)의 3가지 방향성을 발견」한다는 의미를 담고 있으며, 그 속에 앞으로 비상해 오르는 인간의 모습을 내포하고 있다.
본 로고는 또한 「지도의 반전」이라는 창조적 방식을 활용해 인간과 자연 간의 긴밀한 연결성을 강조함으로써 대중에게 자연과의 지속적인 공생에 대한 관심을 상기시키는 뜻을 표현하고 있다.
동시에 3개의 토템으로 3대 전시구역의 특성을 드러내고 있는데, 파란색은 펑위안 파크의 후루둔전(葫蘆墩圳)을, 오렌지색은 와이푸 파크의 풍성한 꽃과 과일 제품을, 녹색은 허우리 파크의 유서 깊은 나무와 백년 말목장을 상징하고 있다.

### 슬로건
- 「꽃이 피는 소리에 귀기울여요」
- 「GNP의 발견- 자연과 함께 행복한 꽃의 도시」
- 「파괴 없는 최적화」

### 주제
생산을 추구하는 과정에서 땅과 모든 생물을 존중하고 소중히 여기며, 보다 가치 있고 행복한 삶을 만듦으로써 따뜻한 감성을 지닌 GNP로 이들을 새롭게 재해석한다. 지속성, 포용성과 다양성, 감수성을 추구하여 행복한 꽃의 도시를 구축한다.

### 마스코트
마스코트: 삵, 말(2017년 6월 13일 공표)

### 예술감독
린정이林正儀（2016년 4월 20일 미디어 확인）

### 홍보대사
본 회차 홍보대사(꽃박람회 온라인 캠퍼스 홍보대사): 타이베이대학 순즈한(孫子涵), 쉬광고등학교 린웨이핑(林葦萍), 타이중과기대학 황위원(黃郁雯). (2016년 11월 23일 공표)

### 주제가
- 2018 타이중 세계 꽃박람회 만들기《請聽》，吳青峰노래 부르기、동사、작곡，吳青峰、鍾承洋정렬。

## 히스토리
2013년 2월 19일부터 22일까지 국제원예생산자협회 위원이 타이중시 꽃 박람회 개최 예정지를 방문하여 현장조사 실시. 환바오공원 및 허우리 국군 을형 연합정비부대 예정지의 적합성 여부에 관해 고려해 볼 것을 시정부에 제안. 같은 해 4월 9일, 타이중 시정부 국제꽃 박람회추진위원회 설립, 7월 2일 꽃박람회 예정지를 허우리 말목장, 허우리 대만제당 부지, 허우리 기지 및 중부과학단지 허우리 부지 그린벨트 지역의 총 97ha로 수정. 국제원예생산자협회(AIPH) 10월 28일부터 31일 재차 대만을 방문하여 실지탐사 및 개최 관련 심포지엄을 실시, 동시에 2018 타이중 국제 꽃박람회 국제 심포지엄 및 원탁회의 개최.
2014년 1월, 타이중시 농업국 국립중싱대학에 꽃박람회 개최 예정지 기초자원 환경조사를 위탁 의뢰. 6월 17일, 2018년 꽃박람회 예정지 개발과 민감한 동물 보호 대책에 관한 연구회의 개최 결과, 조사 과정 중 촬영한 영상 및 결과물에서 1급 보호종 삵이 출몰함을 현장 전문가를 통해 확인. 7월 11일 타이중 꽃박람회의 공식 영문명을 「 」(약칭)로 확정. 10월 22일부터 24 일까지 AIPH 타이완 방문, 타이중시정부 각 기관의 꽃박람회 사업 홍보를 위한 미팅을 진행하고 2018 타이중 국제 꽃박람회 도시 포럼 개최. 11월 27일 행정원 「타이중시 페이추이(翡翠) 지역 농업 부가가치 발전 계획 요강」에 동의, 국가 주요 건설 계획으로 편입.
2015년 1월 15일 타이중 시정부 야생동물보호종 삵의 서식지를 예정지 범위에서 제외하기로 의결, 와이푸(外埔) 융펑(永豐)구간 및 펑위안(豐原)의 후루둔(葫蘆墩)공원을 꽃박람회 예정지로 추가. 7월 20일부터 21일까지 2018 타이중 세계 꽃박람회 국내외 전문가 및 학자 교류 포럼 개최. 9월 11일, AIPH가 타이중시정부에 타이중 꽃박람회를 「2018 타이중 세계 꽃박람회」로 변경(영문명 로 변경, 약칭)하는 사항에 관한 공식 승인 서한 발송. 타이중 국제 꽃박람회 사무소 또한 「타이중 국제 꽃박람회 사무소」로 명칭 변경. 10월 타이중시는 전시 구역을 「말목장 랜드」, 「숲의 정원」, 「꽃과 과일의 고향」, 「물이 있는 꽃의 도시」의 4대 테마존 및 엑스포돔, 마장마술 장애물 승마 경기장, 화향관, 그린에너지관, 자연관, 발견관, 탐험관(여행자 센터) 등의 전시관으로 기획.

허우리 꽃의 춤 전시관 2017년 11월 시공

2016년 2월 27일 2018 타이중 세계 꽃박람회 개최 계약 체결. 9월 19일 타이중 세계 꽃박람회 로고 공표.2016년 11월 8일 캠퍼스 홍보대사 온라인 선정 투표 진행, 11월 23 꽃박람회 홍보대사 선정 결과 기자회견 개최. 최종 고득표자 3인 타이베이대학 순즈한(孫子涵), 쉬광고등학교 린웨이핑(林葦萍), 타이중과기대학 황위원(黃郁雯)을 본 회차 2018 타이중 세계 꽃박람회 홍보대사로 위촉. 11월 20일, 와이푸 파크 착공. 12월 10일, 펑위안 후루둔 파크 착공.
2017년 4월 19일，허우리 말목장 숲의 정원 착공.6月13日，6월 13일, 타이중 꽃박람회 마스코트 삵과 말의 대외 공표로 언론 매체의 시리즈 보도 촉발.

## 공원 개요
타이중 꽃박람회 엑스포 공원은 허우리, 와이푸, 펑위안 세 곳의 메인 파크로 구성되어 있다. 세 곳의 메인 파크는 각각 생태 보호, 선진 농업, 환경 건설의 개발을 통해 녹색 공유, 자연과의 공생 및 인문과의 공존이라는 「3 공생」의 정신을 표출하고 있다.
공원의 총면적은60.88ha이며；허우리 말목장 숲의 정원（30.04ha）、와이푸 파크（14.32ha）, 펑위안 후루둔 파크（16.52ha）의 세 곳의 전시 구역으로 구분되어 있다.

### 호우리 말목장과 숲 전시장（Houli Horse Ranch & Forest Park Area）
- 테마： 말목장 랜드, 숲의 정원
- 특색： 생태─태장다2대학협자연과의 공생
- 전시관： 화무관, 마장마술 경기장, 발견관, 여행자 센터
- 면적： 30.04ha

### 와이푸전시장（Waipu Park Area）
- 테마： 꽃과 과일의 고향
- 특색： 생산─산의04대학녹색 공유
- 전시관： 지농관, 낙농관
- 면적：14.32ha

### 펑위안 후루둔공원 （Fengyuan Huludun Park）
- 테마： 물이 있는 꽃의 도시
- 특색： 생활─활.32대학협인문과의 공존
- 전시관： 희향봉관
- 면적：16.52ha

### 주변 인프라 확충 계획
타이중 시정부는 기존의 도로 시설을 재검토 후 수목길 7곳, 공원 7곳 및 총 길이 17km에 이르는 보행도로와 자전거 도로망 전체를 연결하여 보행 공간을 개선하고 도로 녹지대 면적을 확충할 계획에 있다. 또한 허우리역 등 기초 인프라 시설에 예산을 투입, 꽃박람회 인파 수용력 확보를 기대하고 있다.